# ジェフ・ニコルズ
ジェフ・ニコルズ（Jeff Nichols、1978年12月7日 - ）は、アメリカ合衆国の映画監督、脚本家、映画プロデューサーである。

## 経歴
1978年12月7日、アーカンソー州リトルロックに生まれる。ノース・カロライナ大学芸術学校にて映画製作を学んだ。
2007年、『Shotgun Stories』で映画監督デビューを果たす。2011年の監督作品『テイク・シェルター』は第64回カンヌ国際映画祭の批評家週間部門に出品され、同部門のグランプリを受賞。その翌年には『MUD -マッド-』が第65回カンヌ国際映画祭のコンペティション部門にて上映される。
2016年には『ミッドナイト・スペシャル』が第66回ベルリン国際映画祭コンペティション部門に、『ラビング 愛という名前のふたり』が第69回カンヌ国際映画祭コンペティション部門に出品され、後者で主演を務めたルース・ネッガはアカデミー主演女優賞にノミネートされた。

## フィルモグラフィー

### 長編映画
- Shotgun Stories （2007年） - 監督・脚本・製作
- テイク・シェルター Take Shelter （2011年） - 監督・脚本
- MUD -マッド- Mud （2012年） - 監督・脚本
- Hellion （2014年） - 製作総指揮
- ミッドナイト・スペシャル Midnight Special （2016年） - 監督・脚本
- ラビング 愛という名前のふたり Loving （2016年） - 監督・脚本
- In the Radiant City （2016年） - 製作
- ザ・バイクライダーズ The Bikeriders （2024年） - 監督・脚本

### 短編映画
- Making a Scene （2013年） - 脚本